# Parafia św. Stanisława Biskupa Męczennika w Komarnie
Parafia św. Stanisława w Komarnie – parafia rzymskokatolicka w Komarnie.
Teren parafii obejmuje Komarno,  Komarno-Kolonię, Solinki oraz Wólkę Polinowską.